# Lauro Padovano
Lauro Padovano (fl. XV-XVI secolo) è stato un pittore e miniaturista italiano del primo periodo del Rinascimento.

## Biografia
Operò a Venezia ed è documentato tra il 1482 al 1508. Per quanto riguarda la pittura, è considerato solo un collaboratore di Giovanni Bellini, mentre più originale è la sua produzione di miniature.

### Opere

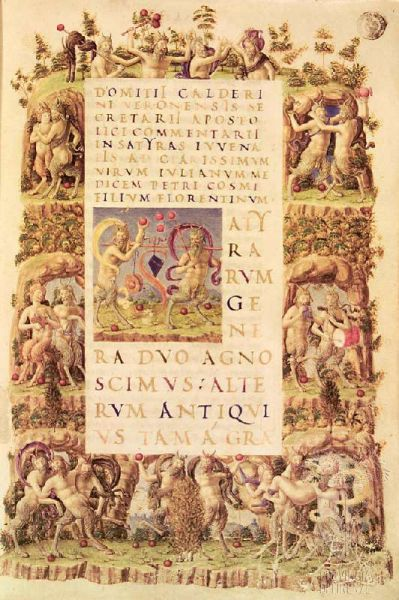
Commento a Giovenale

- Domizio Calderini, Commento a Giovenale: decorazione con satiri e palle medicee, XV secolo, Biblioteca Laurenziana, Firenze, ms.53.2[1]
- De Antiquitates Judaicae and Vetustate Judaica, 1478, British Library, Harley 3699
- De officiis di Cicerone, 1497, biblioteca dell'Eton College, MS. 149
- Rime e trionfi di Petrarca, 1490–1500, asta Sotheby’s del 20 giugno 1978 (lotto 2989)
- Evangelario, 1509, Biblioteca Capitolare, Padova, Cod. E. 27